# Charlotte Court House (Virginia)
Charlotte Court House település az Amerikai Egyesült Államok Virginia államában, Charlotte megyében, melynek megyeszékhelye is. Lakosainak száma 505 fő (2020. április 1.).

## Népesség
A település népességének változása:

| 2010 | 543 |
| 2020 | 505 |